# Renaissance à Urbino
La Renaissance à Urbino (également nommée Renaissance géométrique) est une variante de la Renaissance italienne propre à Urbino dans l’actuelle région des Marches.
Ses principaux protagonistes sont Piero della Francesca, Donato Bramante, Francesco di Giorgio Martini, Luciano Laurana, Juste de Gand, Pedro Berruguete, Fra Carnevale, Giovanni Santi (père du peintre Raphaël), Melozzo da Forli, Giuliano da Sangallo, Alvise Vivarini.
Pendant la seigneurie de Frédéric III de Montefeltro, de 1444 à 1482 à Urbino, un mouvement artistique prend forme à sa cour grâce aux échanges culturels avec les autres centres de la péninsule italienne et étrangers, notamment flamands ou espagnol.
Le mouvement culturel à Urbino, qui se limite à la cour autour de son prince mécène ayant fait appel à de nombreux artistes étrangers, ne génère aucune école locale.
Néanmoins le « langage d'Urbino » grâce au déplacement des artistes connaît une grande diffusion devenant une référence parmi les diverses déclinaisons de la Renaissance italienne. Bramante, né dans le petit bourg proche de Monte Astrualdo mais qui se forme dans le milieu artistique d'Urbino se fait appeler lui-même Bramante d'Urbino.
La mesure et la rigueur figurent parmi les caractéristiques de la culture humaniste.
Selon André Chastel, la Renaissance d'Urbino, dite « mathématique » est l'une des trois composantes fondamentales de la Renaissance avec la florentine « philologique et philosophique » et padouane « épigraphique et archéologique ». Des trois, c'est la plus proche des arts.
Au XVIe siècle, Urbino reste un vivier de culture et de création mais perd progressivement sa vitalité dans les arts figuratifs. Néanmoins, à cette époque débute Raphaël natif de la ville. Urbino reste longtemps une référence en Italie du point de vue culturel et littéraire comme en témoigne Baldassare Castiglione dans son ouvrage Le Courtisan dans lequel il n'hésite pas à déclarer le Palais ducal d'Urbino « le plus beau d'Italie ».

## Contexte historique et culturel au début duXVesiècle
Avant le règne de Frédéric III de Montefeltro à Urbino, l’ensemble de la région des Marches est un centre artistique, intellectuel et commercial prospère alimenté par les rivalités seigneuriales. Entre ancien style gothique et renaissance balbutiante, les Villes de Fabriano et Ascoli Piceno, par exemple, développent une identité artistique spécifique et difficilement classable à l’image de l'art de Gentile da Fabriano ou de Carlo Crivelli. La Ville voisine d’Assise, les écoles giottesques (Giotto di Bondone) sont nombreuses au bord du littoral adriatique.

### Culture et commerce
Le port d'Ancône voisin est une fenêtre ouverte sur l’ensemble du littoral méditerranéen. Elle voit naître Cyriaque d'Ancône, père de l’archéologie moderne qui remet au goût du jour, dans ses Antiquarum Rerum Commentaria, l’héritage greco-romain et développe la connaissance du Moyen-Orient et de la Méditerranée orientale.
Du point de vue artistique, Florence et Urbino sont à moins de deux cents kilomètres l’une de l’autre, et dans la région des Marches, l’école de Camerino est alors à son apogée avec Carlo Crivelli et l’humanisme de ses universités.

### Religion
Sur le plan religieux, La région des Marches se trouve à la croisée des chemins entre l’humilité bienveillante franciscaine de la région de l'Ombrie, et l’obsession de l'instruction des Dominicains de la région de Romagne. En 1435, le Pape Eugène IV confie l’Evêché d’Urbino à Bernardin de Sienne, restaurateur de l’ordre franciscain qui sera canonisé dix ans après sa mort, le 24 mai 1450 par le pape Nicolas V.
En plus, Urbino constitue une étape importante du pèlerinage de la Sainte Maison de Lorette où transitent les pèlerins venant d'Angleterre, d’Allemagne, de Flandres ou de France.

### Littérature
Dans ce contexte, Piero della Francesca écrit sur la science de la Perspective, Francesco di Giorgio Martini établit son Traité d’architecture en concluant les travaux de rénovation du palais des Doges entrepris par Luciano Laurana, et Giovanni Santi, père du peintre Raphaël né dans l’actuelle via Raffaello, rédige son compte-rendu poétique des principaux artistes de l’époque.

## Urbanisme au début duXVesiècle
La place civique d'Urbino recouvre probablement l'ancien forum romain, à la croisée du cardo et du decumanus. Erigée par la commune du XIIe siècle, la cathédrale barre au nord la perspective de la place ; de part et d'autre, les palais du podestat et des prieurs complètent le dispositif architectural de l'espace civique. Les Montefeltro y possèdent déjà une loggia.

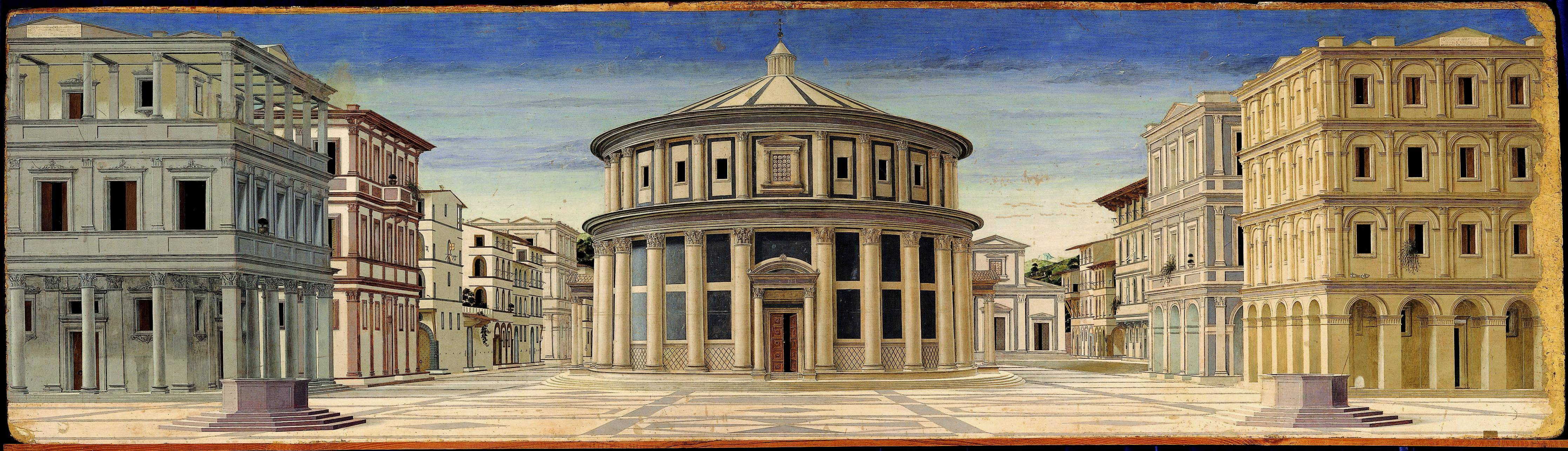
La Cité idéale (1480-1490), attribution incertaine, Galleria Nazionale delle Marche, Urbino.

Guidantonio, comte d'Urbino de 1404 à 1443, fait construire le palazzetto de Jole en face du palais du podestat. Ce premier palais seigneurial s'intègre harmonieusement dans l'espace civique et se fond dans un paysage urbain d'allure médiévale. Des travaux d'aménagement du Dôme sont engagés en parallèle, la fabrique de la cathédrale étant administrativement, financièrement et architecturalement subordonnée à la construction de palais seigneurial. Plusieurs actes de vente datant du début de la décennie 1440 prouvent que la stratégie urbaine des seigneurs d'Urbino consiste à investir patiemment le centre civique.

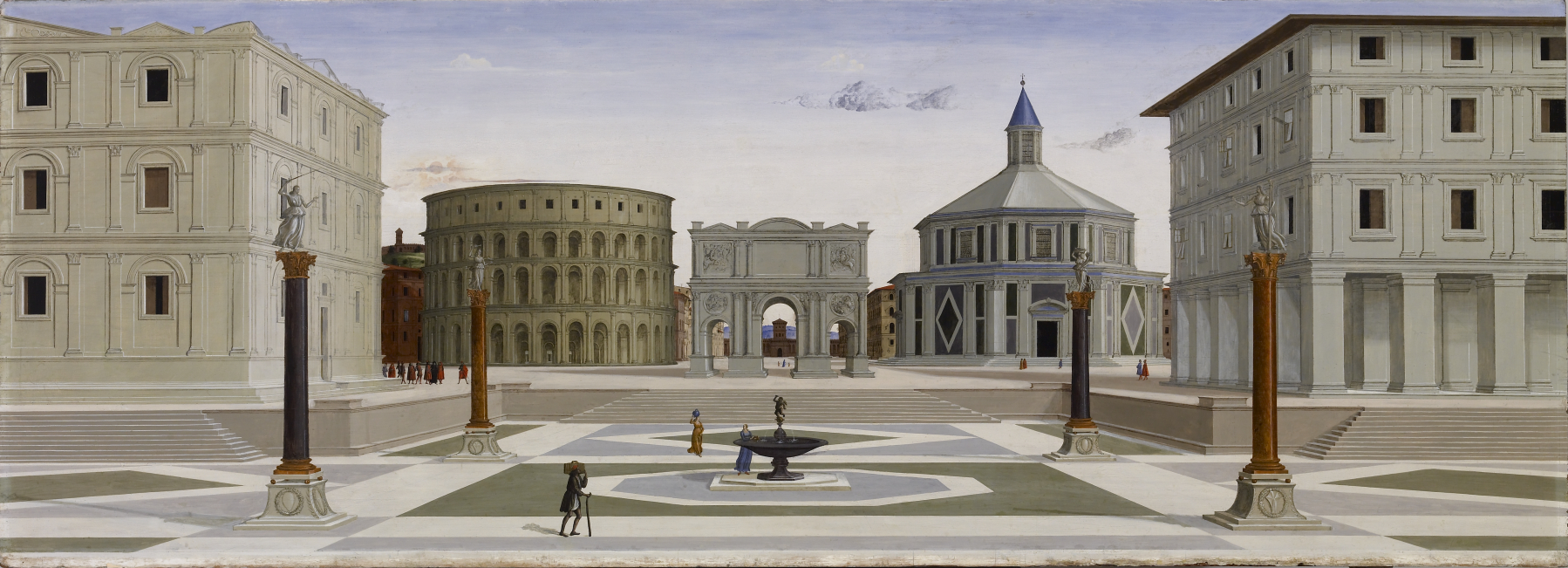
Fra Carnevale, Cité idéale (1470-1480), Walters Art Museum, Baltimore.

## Règne de Frédéric III de Montefeltro

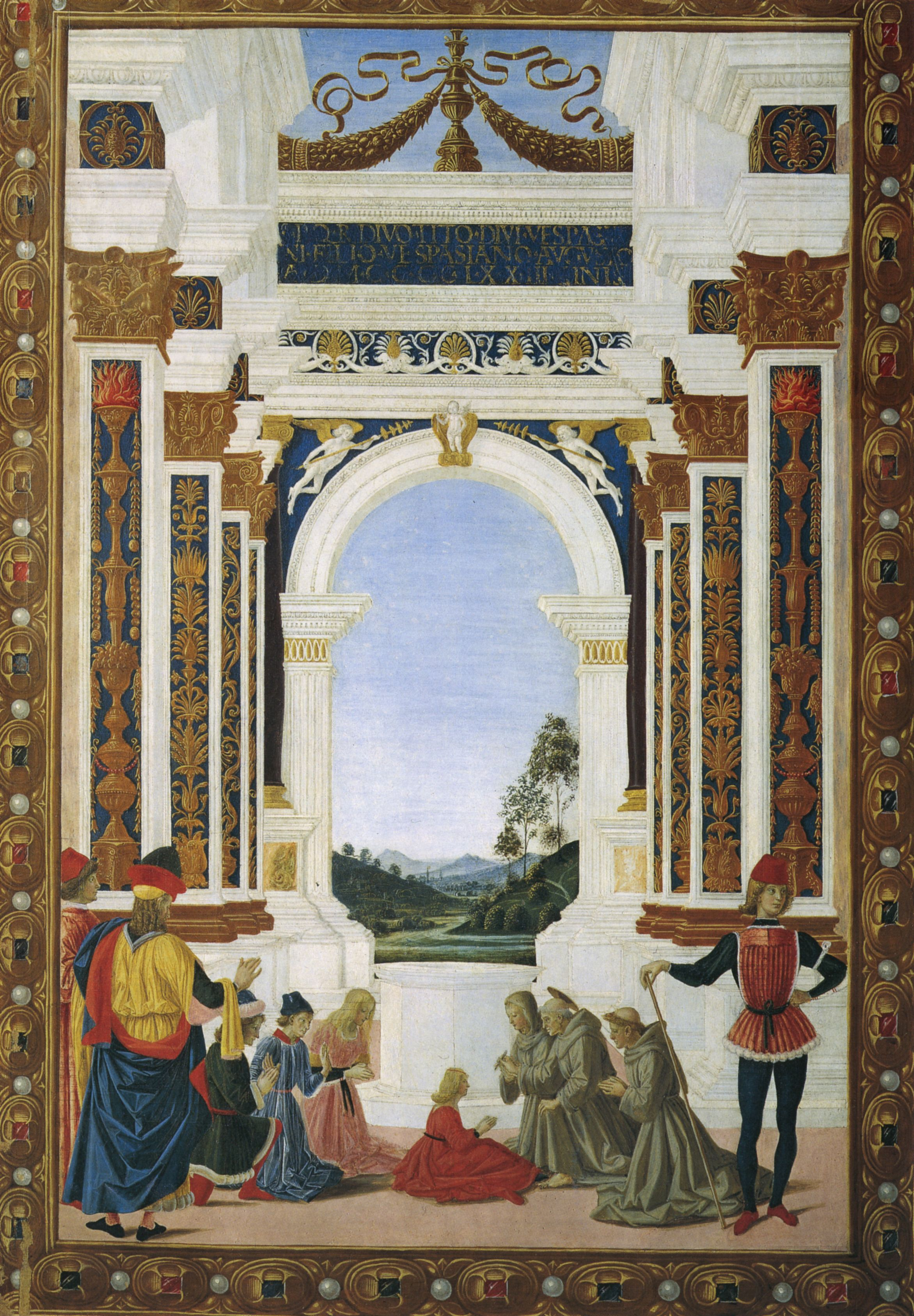
Pietro Perugino Saint Bernardin guérissant une fillette, Galerie nationale de l'Ombrie.

### Contexte
C'est en 1444 que Frédéric III de Montefeltro arrive au pouvoir à la suite de l'assassinat de son demi-frère Oddantonio. Condottière, diplomate et amoureux des arts et de la littérature, il entreprend la transformation d'Urbino, capitale sinistrée du duché et en fait progressivement un centre artistique parmi les plus féconds et raffinés de l'époque.
Frédéric qui est un condottiere très sollicité, a reçu une formation humaniste à Mantoue, auprès de Vittorino da Feltre qui lui transmit le goût pour les mathématiques, inspirant ses choix culturels et ses projets artistiques, et pour l'architecture dont les bases sont l'arithmétique et la géométrie. En effet, André Chastel définit la cour d'Urbino comme celle de l'« Humanisme mathématique », qui eut comme éminents représentants Piero della Francesca et Bartolomeo della Gatta. Mais le latin, l'astronomie, la gymnastique et la musique font aussi partie de la culture que lui insuffle Vittorino, avec les vertus de convenance et de retenue qu'il conserve toute sa vie.
Frédéric s'attache à la réorganisation de son état selon les préceptes modernes de confort, rationalisation et beauté. Florence est le point de référence de son projet culturel grâce aux nouveautés liées à l'humanisme et à la Renaissance. En 1444, Frédéric fait alliance avec Florence. Cette union permet une protection réciproque facilitant l'échange de personnalités et des artistes.
Frédéric fait venir à sa cour Leon Battista Alberti, Paolo Uccello, Luciano Laurana, Francesco di Giorgio Martini, qui rédige pour lui Trattato di architettura, et le mathématicien Luca Pacioli.
À partir des années 1470 il s'intéresse à la peinture flamande et appelle à sa cour des artistes comme Pedro Berruguete et Juste de Gand, développant un « dialogue heureux » entre la tradition nordique « réaliste » et celle italienne « synthétique ». Giovanni Santi, père de Raphaël, écrivit un compte rendu poétique des principaux artistes de la période.
Au palais, la discussion tourne sur la forme que devait avoir la « cité idéale », sur la « perspective » et sur l'héritage historique des « Hommes illustres ». La bibliothèque du duc, organisée par l'humaniste Vespasiano da Bisticci était riche de codex décorés de riches enluminures.
D'après Le Courtisan de Baldassare Castiglione, Frédéric est à la base des préceptes et manières du « gentilhomme » , qui resteront en vogue en Europe jusqu'au XXe siècle. Castiglione y évoque également l'atmosphère cultivée et éclairée d'Urbino sous le règne du fils de Frédéric, Guidobaldo.
C'est grâce à ses gains de soldat, accumulés au cours des vingt premières années de son règne, que Frédéric peut fonder sa propre cour et, à partir de 1468, investir dans l'art et l'architecture plus d'argent qu'aucun autre souverain italien. Il dépense autant pour les arts pour affirmer la légitimité de sa succession et pour se montrer un prince d'une incorruptible vertu chrétienne. L'art lui permet de faire connaitre ses prouesses militaires et de propager son image de souverain juste et bienveillant.

### Urbanisme et architecture
Les qualités communes aux œuvres d'art commandées par Frédéric III de Montefeltro sont la clarté, l'ordre et la dignité. Vespasiano, son biographe, souligne la rigoureuse maîtrise de soi du souverain, qualité qui imprègne l'iconographie limpide dont lui et ses conseillers s'entourent. Il fait venir à Urbino des artistes qui partagent sa propre fascination pour une architecture spacieuse et lumineuse. Selon Vespasiano, il prend une part active à la conception de ses propres édifices, notamment de son palais. Il partage cet enthousiasme avec son principal conseiller, Ottaviano Ubaldini qui surveille les commandes artistiques, puis le travail de l'architecte Francesco di Giorgio après la mort de Frédéric.
À Urbino, le premier travail de style renaissance date de 1449. Il s'agit du portail de l'Église San Domenico, construit par Maso di Bartolomeo avec une lunette de Luca della Robbia

#### Projet urbanistique
Le projet le plus ambitieux est la construction du palais ducal tout en organisant le plan urbain de la ville selon les nouveaux préceptes dans le but d'en faire la « Cité du Prince ». La construction du nouveau palais métamorphose le centre de la vie civique en affirmant le pouvoir du prince. Cette nouvelle résidence est construite à partir du castellare qui prend appui sur la muraille médiévale à l'ouest de la ville et a vocation à s'étendre largement vers l'ancienne place civique. Le geste architectural de Frédéric est initialement de rupture et d'éloignement. Sa demeure domine désormais la place et prolonge la rue principale. Une nouvelle cathédrale est construite. La place de la Commune est réduite au rôle de cour d'honneur du palais et le peuple d'Urbino, d'acteur, devient le spectateur des manifestations princières,.
Urbino se présente à l'époque comme une cité de forme allongée et irrégulière entourée par une muraille défensive perchée sur deux collines contiguës. L'axe de circulation situé dans la partie commune la plus basse des deux cols partage la cité et conduit d'un côté vers la mer et de l'autre vers les cols des Apennins vers Pérouse et la Toscane. La résidence ducale est un simple palais situé sur le col méridional, flanqué d'un château fort sur le bord de la falaise vers la Porte Valbona. Auparavant, les Montefeltro résidaient dans une forteresse située au sud de la ville, éloignée du cœur de la cité, la place de la commune. Guidantonio s'en était déjà rapproché en installant un palais le long de la rue principale. À l'origine, la place où est construit le nouveau palais, était bordée au Nord par la face latérale de la cathédrale du XIIe siècle, à l'Ouest se trouvait le castellare, une fortification, le palais communal, celui du podestat et une loggia appartenant aux Montefeltro. Le palais d'Urbino n'a aucune valeur militaire : en faisant combler le profond fossé qui, au pied des murailles, protégeait les portes de la ville, Frédéric de Montefeltro en neutralise la fonction défensive. Il fait transférer la place du marché, qui était installée dans la ville basse, sur le grand plateau artificiel ainsi crée.
L'humaniste Cristoforo Landino rapporte qu'Alberti avait l'habitude de séjourner à Urbino lors des chaleurs de l'été où il a pu partager ses vues avec le prince humaniste. L'organisation de l'espace y correspond totalement aux recommandations de l'architecte d'installer le palais du bon prince au cœur de la cité. Cette implantation renforce son caractère public et accroit le pouvoir de représentation de son propriétaire. Elle joue certainement un rôle dans le choix de stylistique de la façade donnant sur la ville, qui adopte une ordonnance classique et un décor sobre mais luxueux de pilastres de marbre à l'antique. La façade donnant sur la campagne conserve son caractère de forteresse avec ses trois loggias encadrées par deux tourelles qui permettent au seigneur d'embrasser d'un seul regard l'étendue du son modeste duché.
Dans son Livre du courtisan, Baldassare Castiglione désigne le palais d'Urbino comme « une cité en forme de palais ». Cette cité idéale est celle qui accueille idéalement la société de cour dont Castiglione se veut le théoricien. Le palais s'inscrit toutefois, comme à Mantoue et dans une moindre mesure à Milan, dans le programme albertien de l'inurbamento des résidences pincières, palais de plus en plus urbains à mesure que l'autorité de leurs maîtres, anciens condottiere devenus champions de la paix de Lodi, se civilisent.
En chargeant ses architectes de projeter son palazzo porticato dans la ville en y dégageant une piazza porticata, Frédéric délivre un message politique : l'espace civique est désormais l'antichambre de la demeure du prince car la ville tout entière vit sous son emprise. Ce message est repris et amplifié par la construction des palais patriciens qui participent à la rénovation urbaine. Au nord de la place, le palais Passionei, demeure du trésorier et du majordome de Frédéric, est l'exacte réplique du palais ducal. La façade, les portiques et les jeux de corniche du palais Luminati, dessiné par Francesco di Giorgio Martini, font échos à l'architecture princière. L'agencement urbain contribue à discipliner esthétiquement le centre de la ville.

#### Construction de palais ducal
Frédéric III de Montefeltro fait construire ce palais, édifice remarquable de la Première Renaissance d'après les projets de Maso di Bartolomeo, Luciano Laurana et Francesco di Giorgio Martini. Le palais est décoré par Cosimo Rosselli, Roberto Valturio, Federico Barocci et Francesco di Giorgio Martini qui a repris les travaux du palais ducal en 1472. Il est un élégant symbole des ambitions pacifistes de Frédéric.

##### Première phase: Maso di Bartolomeo

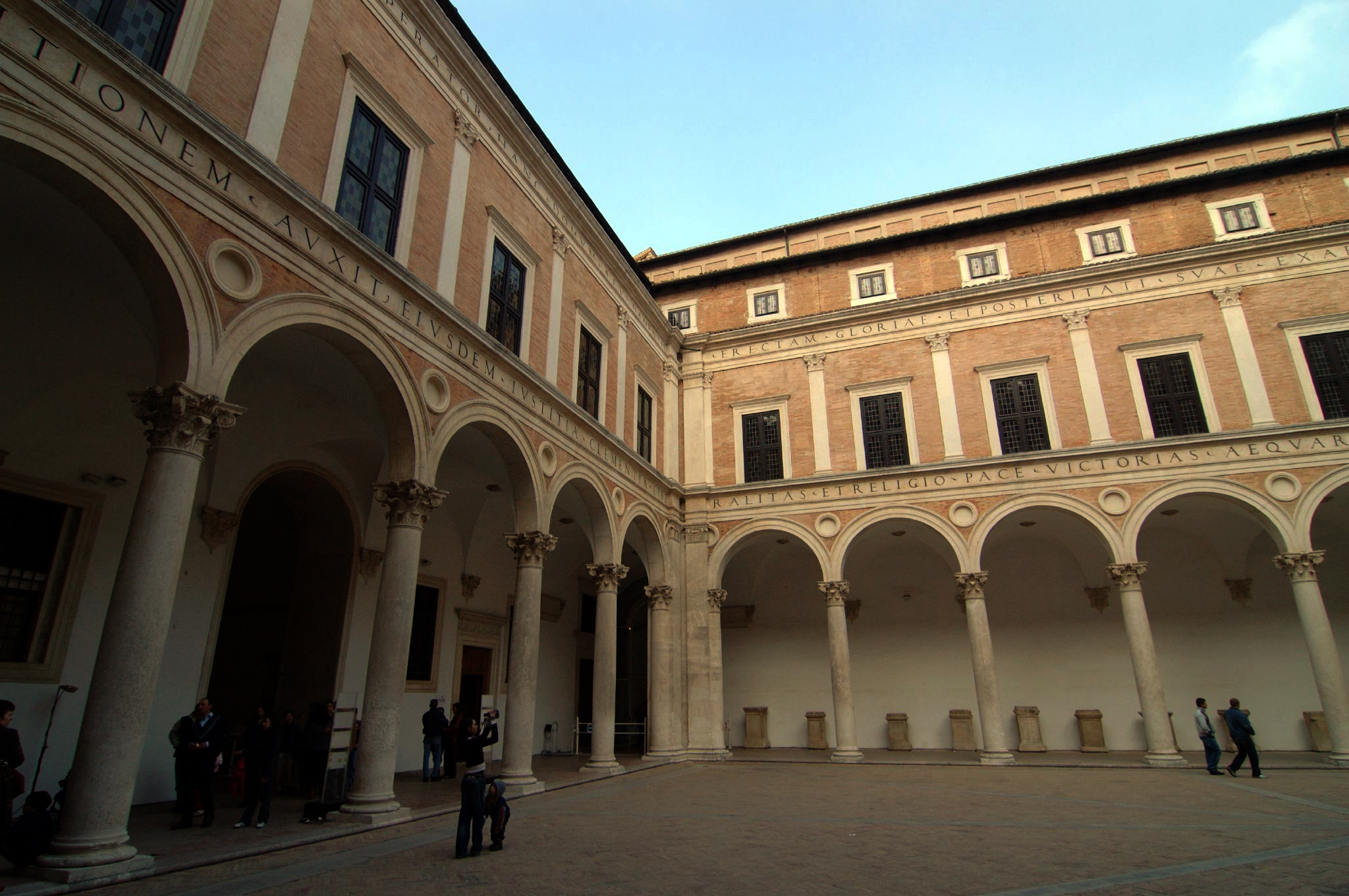
La Cour d'honneur.

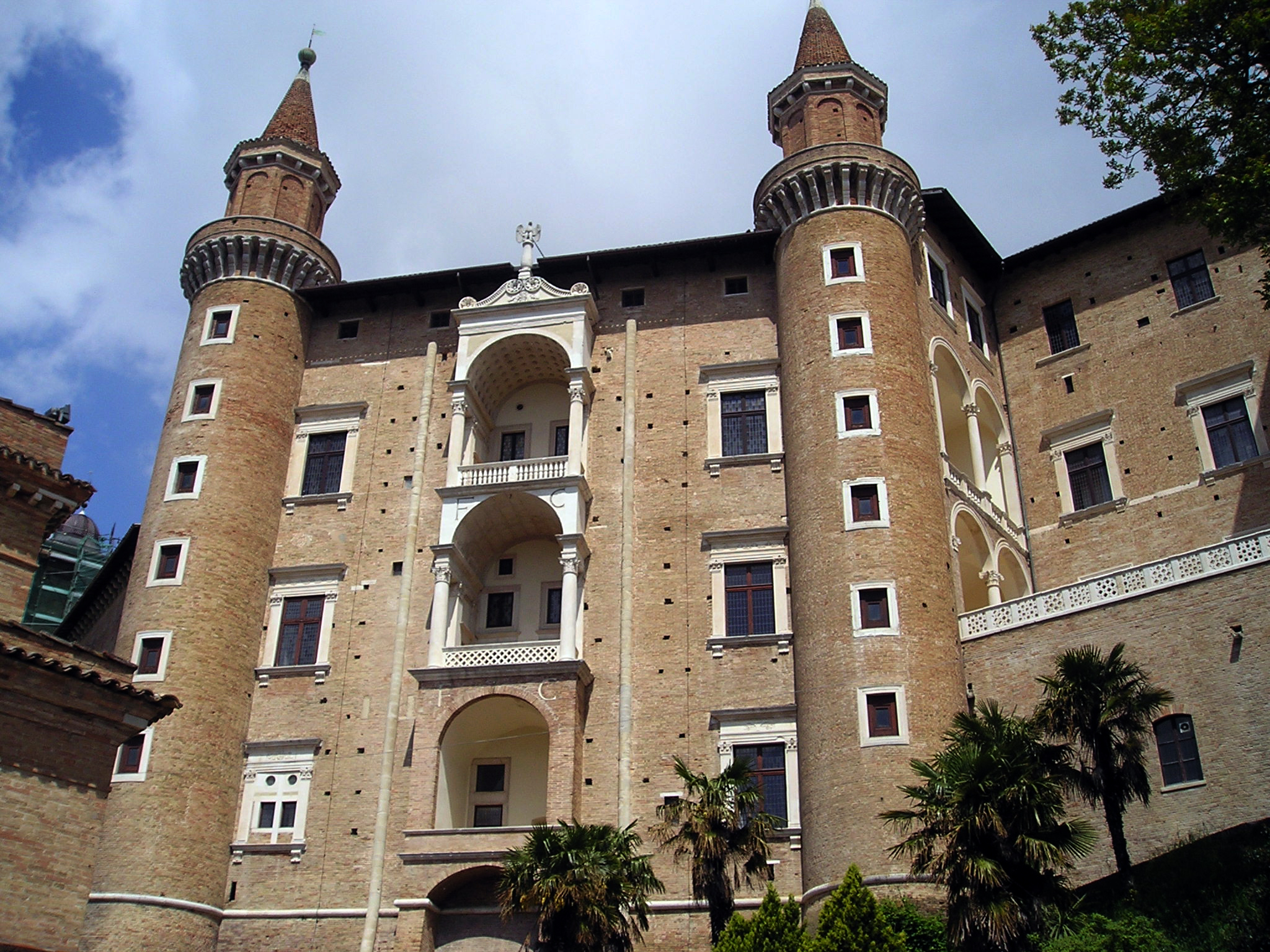
Façade des Torricini.

Vers 1445 Frédéric réunit les deux anciens édifices ducaux qu'il se contente d'agrandir. Il fait appel à des architectes florentins dirigés par Maso di Bartolomeo afin d'édifier un palais intermédiaire. Le résultat est le Palazzetto de Jole, l'aile Est du palais actuel, édifice tout en longueur de trois étages au style simple et austère, typiquement toscan, qui fait face à l'église San Domenico. Marso di Bartolomeo construit de 1449 à 1451 le portail de San Domenico et le premier palais qui est doté de petites fenêtres. L'intérieur est décoré sobrement à partir de motifs antiques centrés sur la célébration d'Héraclès et de ses vertus belliqueuses. Les salles principales sont peintes de fresques entre 1445 et 1480 par Giovanni Boccati dans un style encore marqué par le gothique international. Une cheminée monumentale porte les armoiries des Montefeltro et sur ses montants, les statues d'Hercule et de Iole, transposition d'un passage de Dante : « Quand Iole fut emprisonnée dans son cœur », où le poète évoque l'amour passionné d'Alcide pour Iole. Dans la salle principale de l'appartement, une frise de la cheminée reprend un relief hellénistique du Triomphe de Bacchus.

##### Seconde phase: Luciano Laurana

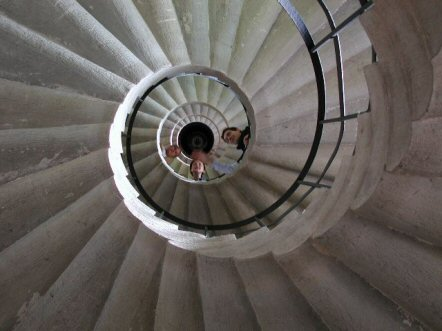
La rampe hélicoïdale.

Au cours des années 1460 Frédéric décide de faire du palais un siège administratif et d'hébergement pour personnages célèbres et confie le projet à un nouveau architecte, Luciano Laurana qui restructure la cour du palais qui raccordait les anciens édifices. Laurana, venu d'abord à Pesaro à l'invitation d'Alessandro Sforza, beau-père de Frédéric, puis à Urbino, marque une véritable rupture dans les projets du condottiere. Il imagine son palais sous la forme d'un vaste complexe. Le Palazzetto de Jole est incorporé dans un vaste ensemble qui se développe autour d'un grand cortile (cour) à portiques et regarde désormais vers l'Ouest, vers la ville et la route de Rome.
La lettre patente de 1468, qui confirme la nomination de Laurana en tant que directeur artistique du palais, précise que le talent de l'architecte est tenu en très haute estime parce qu'il est fondé sur les nobles arts libéraux de l'arithmétique et de la géométrie. Laurana se voit attribuer à la fois les fonds et le pouvoir pour diriger et orchestrer tous les aspects de la construction et de la décoration de l'édifice, des tailleurs de pierre, sculpteurs, marqueteurs, aux agents administratifs du palais, en étroite collaboration avec Frédéric, malgré les fréquentes absences du condottiere.
Il réalise un ensemble aux formes classiques avec un portique à arcs à plein cintre, oculus et colonnes corinthiennes au rez-de-chaussée, tandis que le piano nobile comporte des lésènes et des fenêtres à architrave. Le long des deux premières corniches marcapiano figurent des inscriptions en lettres capitales romaines.
À partir de ce noyau, le palais est ensuite étendu vers la cité et en direction opposée. La façade vers la ville prend une forme « à livre ouvert » en forme de « L » sur la place Duca Federico, œuvre de Francesco di Giorgio Martini, par la suite fermée sur le côté nord par le flanc du dôme. Le palais devient ainsi le berceau du tissu urbain.
Le front du palais donnant sur Valbona a été complété avec la «facciata dei Torricini » (façade des petites tours), légèrement tournée vers l'Ouest par rapport aux axes orthogonaux du palais.
Ce nom provient des deux tours qui flanquent la façade haute et étroite à trois loges superposées, chacune reproduisant le schéma d'un arc de triomphe. La facciata dei Torricini est tournée vers l'extérieur, visible de très loin, comme symbole du prestige ducal.

##### Troisième phase: Francesco di Giorgio Martini

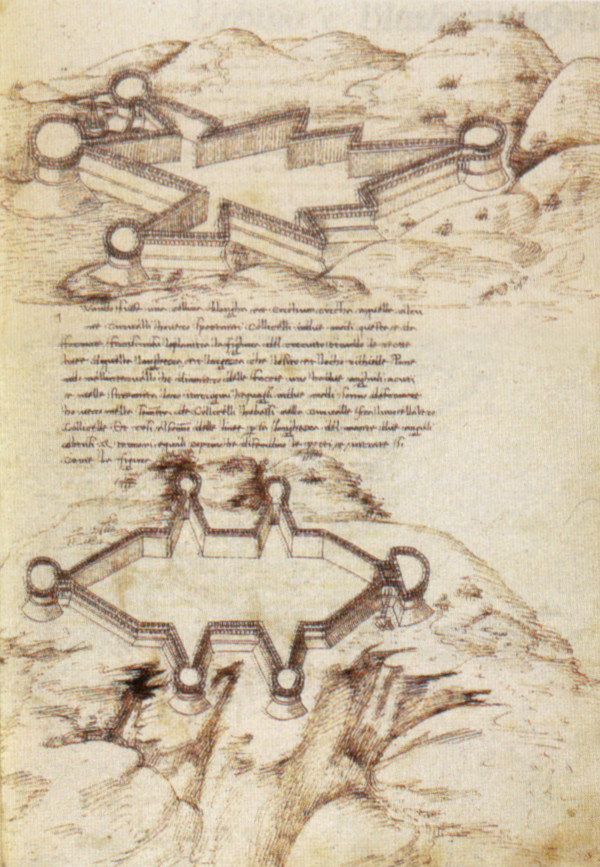
Francesco di Giorgio Martini, Trattato di architettura, disegno di fortezze (seconda metà XV secolo), BNCF Cod magliabechiano II, I. 141, f.58 r, Florence.

En 1472, Luciano Laurana quitte Urbino pour Naples, Francesco di Giorgio Martini, architecte siennois lui succède en 1474 pour achever son œuvre. Il complète la façade en « L », les espaces privés, le jardin et les raccordements avec les structures donnant en dehors des murs de la cité. Aux pieds de la falaise se trouve un large espace dit « Mercatale » siège du marché où Francesco di Giorgio créa une rampe hélicoïdale qui permettait aux chevaux et chars de rejoindre le palais et la « Data », c'est-à-dire les grandes écuries situées sous le palais à mi-hauteur de la colline.
À la mort de Frédéric en 1482, le complexe est pratiquement terminé, à l'exception des façades qui donnent sur la ville, et d'une tour de la façade dominant la campagne. L'entrée principale du palais donne sur la place centrale dont le flanc gauche de la cathédrale, construite par Martini, borde le côté nord. Seul un étroit passage sépare la cathédrale du palais, mais c'est autour de celui-ci que tout s'ordonne. Sa triple façade orientale face à la ville et les deux petites places le long desquelles elle se développe selon un plan en baïonnette, ont réduit l'ancienne place de la commune à une sorte d'avant-cour de la demeure princière.
Le palais d'Urbino est un modèle d'élégance et de confort, avec une grande facilité de communication entre les appartements privés et ceux qui abritent le personnel, et la beauté des aménagements intérieurs. Les fenêtres, d'une largeur inhabituelle, permettent à la lumière d'inonder les pièces, faisant ressortir la chaleur des teintes du bois dans les panneaux de marqueterie et l'éclat des plafonds en stuc doré. S'ajoutent des innovations pratiques , comme les foyers sans fumée de Francesco di Giorgio, couronnés de cheminées sculptées.

#### Autres forteresses
La richesse de Federico da Montefeltro, tirée des revenus de ses condotte, lui permet aussi de construire des palais à Gubbio, Cagli, Fossombrone et Castel Durante.

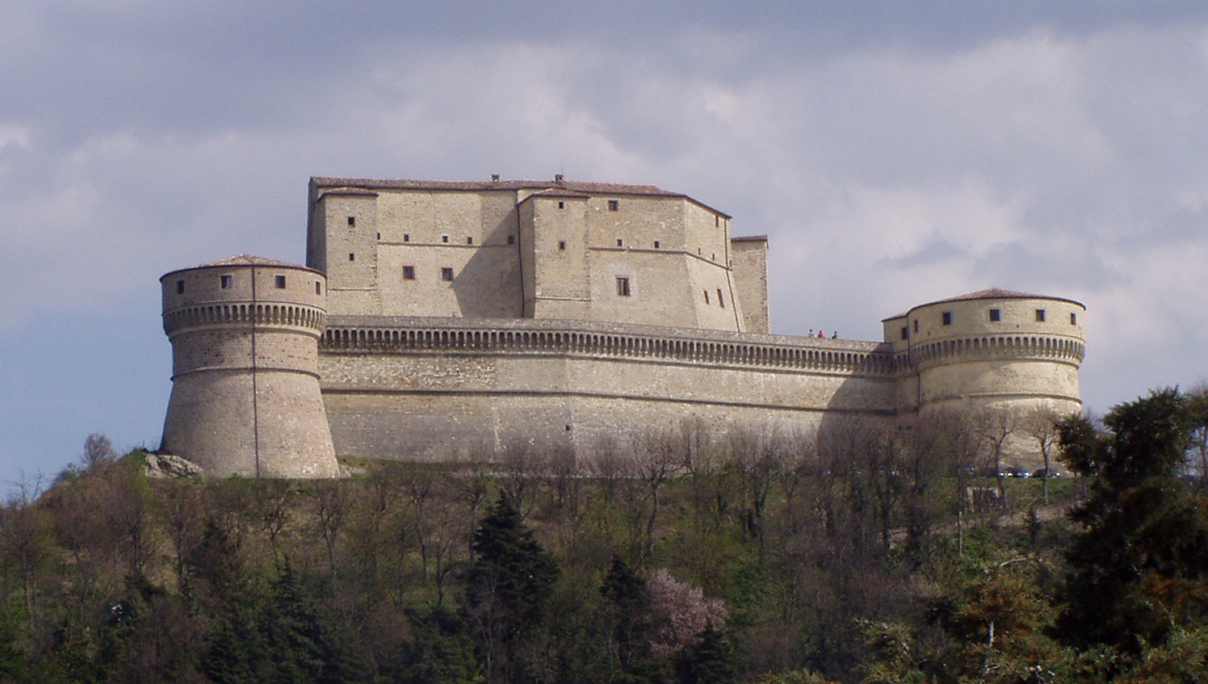
La forteresse de San Leo.
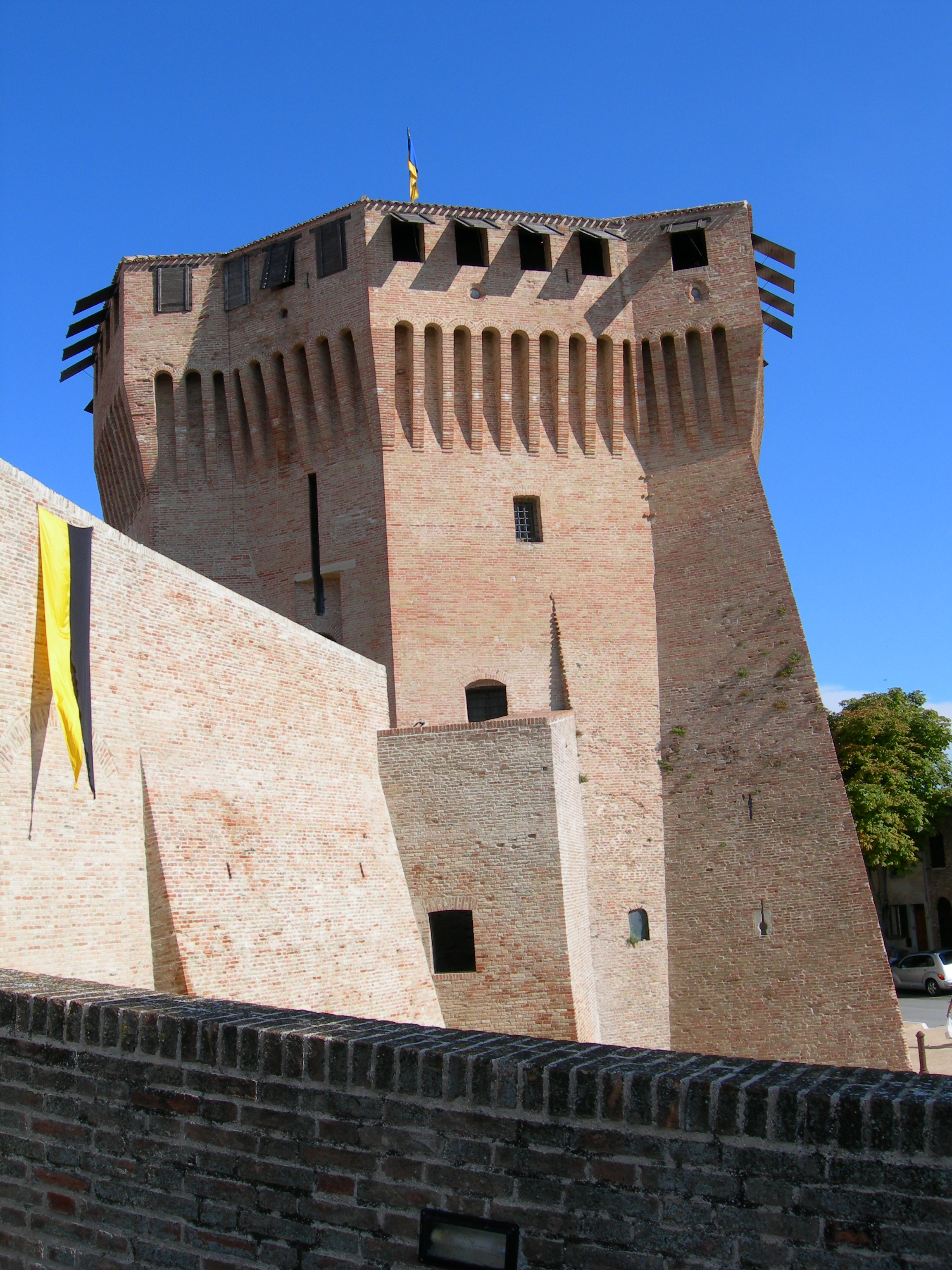
Mondavio.
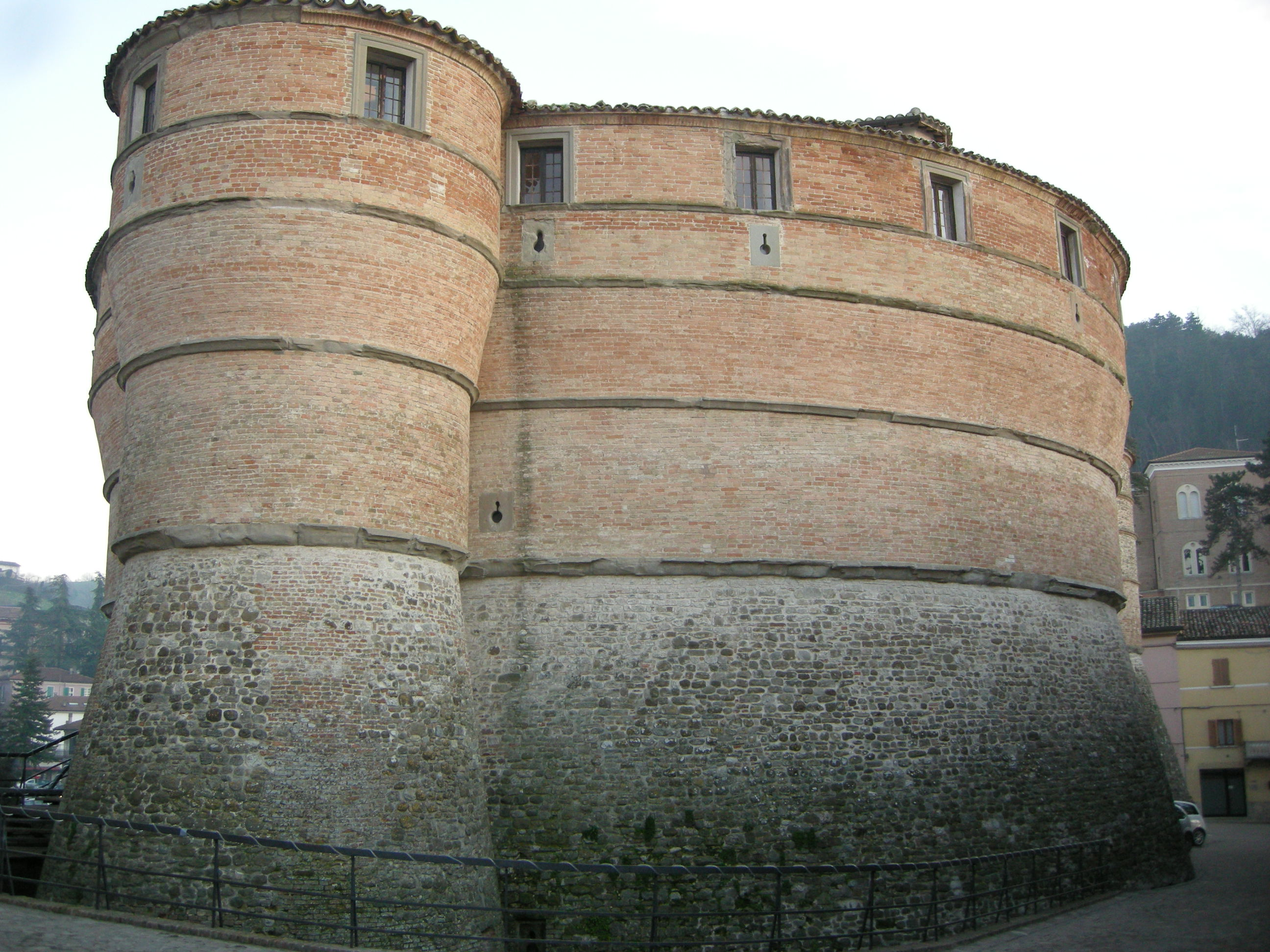
Sassocorvaro.

### Peinture et marqueterie
L'école de peinture locale est d'abord dominée par Fra Carnevale, élève de Filippo Lippi et de divers maîtres de passage, dont Paolo Uccello, qui vit à Urbino entre 1467 et 1468 pour peindre la prédelle Le Miracle de l'hostie profanée. Selon Vasari, Piero della Francesca dont les premières traces documentaires dans la ville remontent à 1469, aurait été présent à Urbino depuis l'époque de Guidantonio da Montefeltro.
Les peintres et les architectes employés par la cour de Frédéric III sont préoccupés par l'interprétation en perspective de l'espace sur une surface bidimensionnelle, ou sa traduction élégante dans des formes tridimensionnelles. L'éclat de la couleur dans la lumière du jour et la saturation de la couleur dans l'ombre, sont parfaitement rendus par la technique de la peinture à l'huile qui vient d'être perfectionnée et que Piero della Francesca maitrise dans les années 1460. Son goût pour cette technique amène Frédéric, seul souverain italien à le faire, à engager comme artiste de cour un peintre flamand spécialisé dans l'art de colorire (appliquer des couleurs à l'huile), Juste de Gand, dont la présence est attestée pour la dernière fois en 1466, auquel se joint l'espagnol Pedro Berruguete.

#### Piero della Francesca
Piero della Francesca, même s'il n'est pas né ou n'a pas été éduqué dans les Marches, mais en Toscane, est considéré comme l'un des protagonistes et promoteur de la culture d'Urbino. C'est précisément à Urbino que son style atteint son équilibre entre l'utilisation des règles géométriques et l'ambiance sereine et monumentale de ses tableaux. Sa relation avec la cour de Federico da Montefeltro n'est pas totalement clarifiée, notamment en ce qui concerne la fréquence et la durée de ses séjours, dans le contexte d'une vie pleine de mouvements mal documentés. Il est considéré comme plausible un séjour à Urbino entre 1469 et 1472, où a apporte son style déjà esquissé dans les traits fondamentaux depuis ses premières épreuves artistiques et résumé dans l'organisation en perspective des tableaux, la simplification géométrique des compositions ainsi que l'originalité des figures uniques, l'équilibre entre l'immobilité cérémoniale et l'investigation de la vérité humaine, l'utilisation d'une lumière très claire qui éclaire les ombres et imprègne les couleurs.
L'une des premières œuvres probablement liée à une commission d'Urbino est la La Flagellation du Christ, une œuvre emblématique à multiples niveaux de lecture. Le panneau est divisé en deux sections proportionnées par le rectangle harmonique : à droite, en plein air, trois personnages au premier plan, tandis qu'à gauche, sous une loggia, la scène de la flagellation proprement dite du Christ se déroule au loin. Le cadrage en perspective très précis coordonne les deux groupes, apparemment étrangers l'un à l'autre, tandis que les couleurs s'accordent et se renforcent mutuellement dans la lumière claire, qui provient de sources différentes. L'obscure fixité des personnages est renforcée par des éléments inhabituels de l'iconographie, dans laquelle se mêlent questions théologiques et actualité.
Dans le diptyque Le Triomphe de la chasteté une peinture à l'huile (vers 1465), on peut déjà constater une influence de la peinture flamande, avec les paysages ombragés dans des profondeurs éloignées et le souci du détail dans les effigies des ducs. L'étude de la lumière froide et lunaire pour Battista Sforza et chaude pour Frédéric, unifiée par une forte rigueur formelle, un sens du volume et quelques astuces, comme le cadre rouge plus rouge que les vêtements de Federico, qui isolent les portraits en les faisant « planer » sur le spectateur.
En 1465, son Portrait du duc d'Urbino constitue un sommet du « portrait de cour ». L'observation méticuleuse du réel lie la psychologie du prince condottiere et la transposition aristocratique héritée des médailles antiques. L'influence flamande ou florentine est transposée : le peintre dresse l'image du Prince, homme sur lequel le Temps porte sa marque, maître d'un territoire plus mental que géographique, héros contemporain digne des empereurs antiques. Le Duc et son épouse sont présentés devant un paysage italien et non devant les terres du duc, beaucoup plus montagneuses. Il s'agit de la « nature » elle-même, en tant qu'elle est travaillée et civilisée par l'action éclairée des hommes sous la conduite du « bon Prince ».
Dans la Madonna di Senigallia (vers 1470), située dans une salle du palais ducal, Piero della Francesca a fusionné une composition claire et simplifiée avec l'utilisation de la lumière de manière poétique. Ici aussi, il y a des références à la peinture flamande, comme la petite pièce en arrière-plan où s'ouvre une fenêtre où filtre un rayon de soleil et les reflets lumineux dans les cheveux de l'ange qui se trouve devant elle.
Dans le Conversation sacrée (1472), Frédéric de Montefeltro, le commanditaire, est représenté agenouillé. Les personnages et le cadre architectural sont étroitement liés, en effet les personnages sont disposés en demi-cercle occupant l'espace de l'abside où se déroule la scène. Les pigments utilisés ne sont pas nombreux, mais l'utilisation de différents liants permet d'obtenir différents effets tout en gardant l'harmonie des couleurs. L'espace est profond et la lumière en est la protagoniste abstraite et immobile, qui définit les formes et les matériaux dans les effets les plus divers : de l'opacité sombre des pauvres tissus des saints, aux reflets de l'armure brillante de Frédéric.

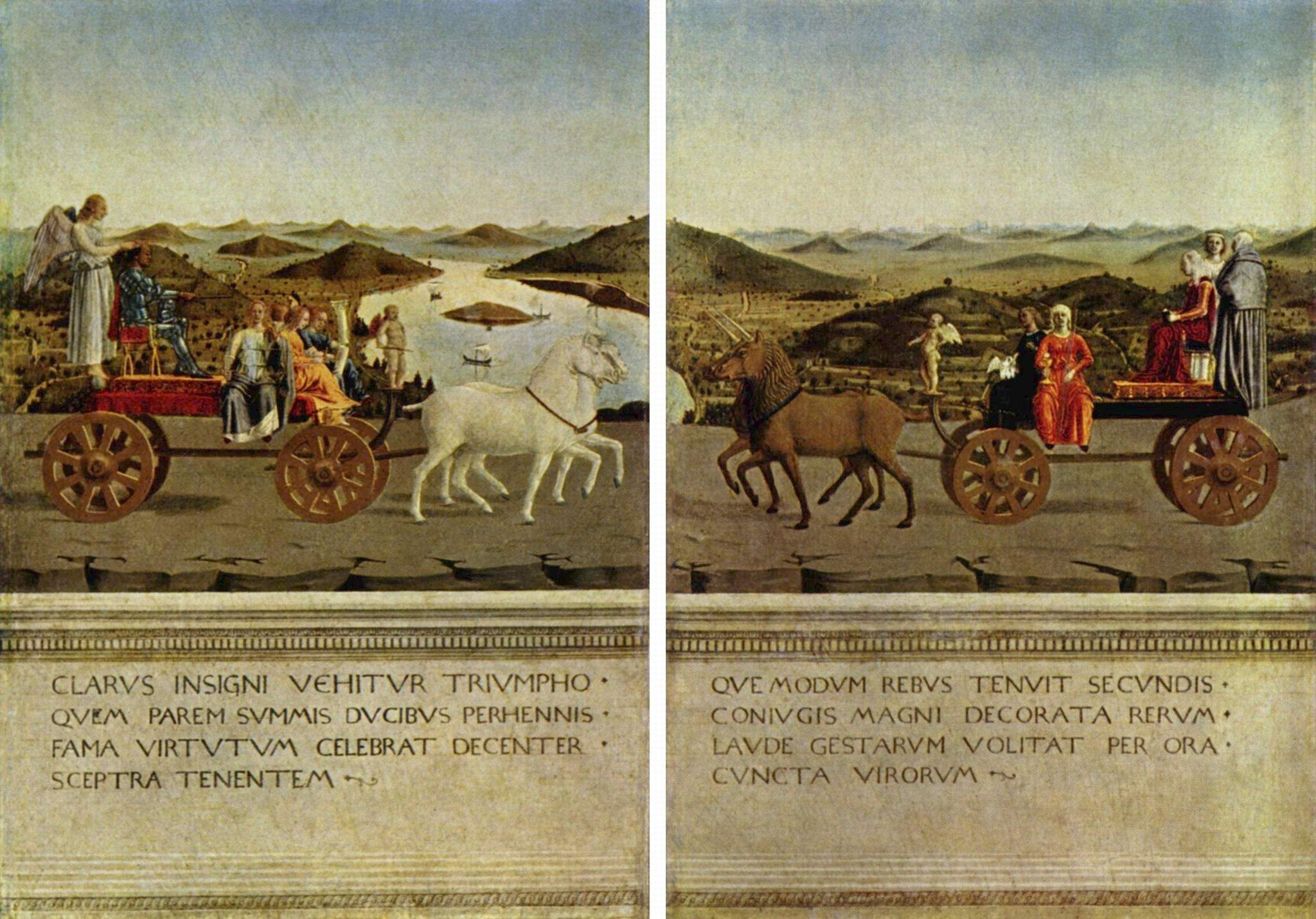
Trionfi dei Duchi di Urbino, envers (musée des Offices).
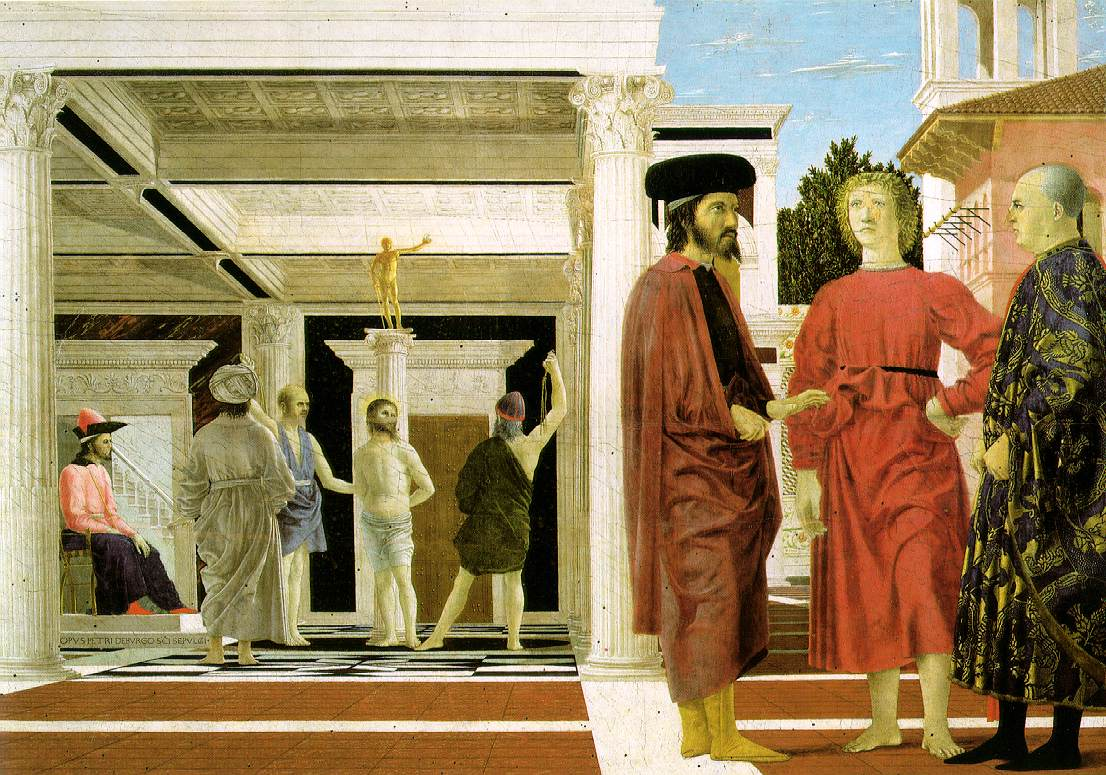
La Flagellation du Christ, Galleria Nazionale delle Marche, Urbino.
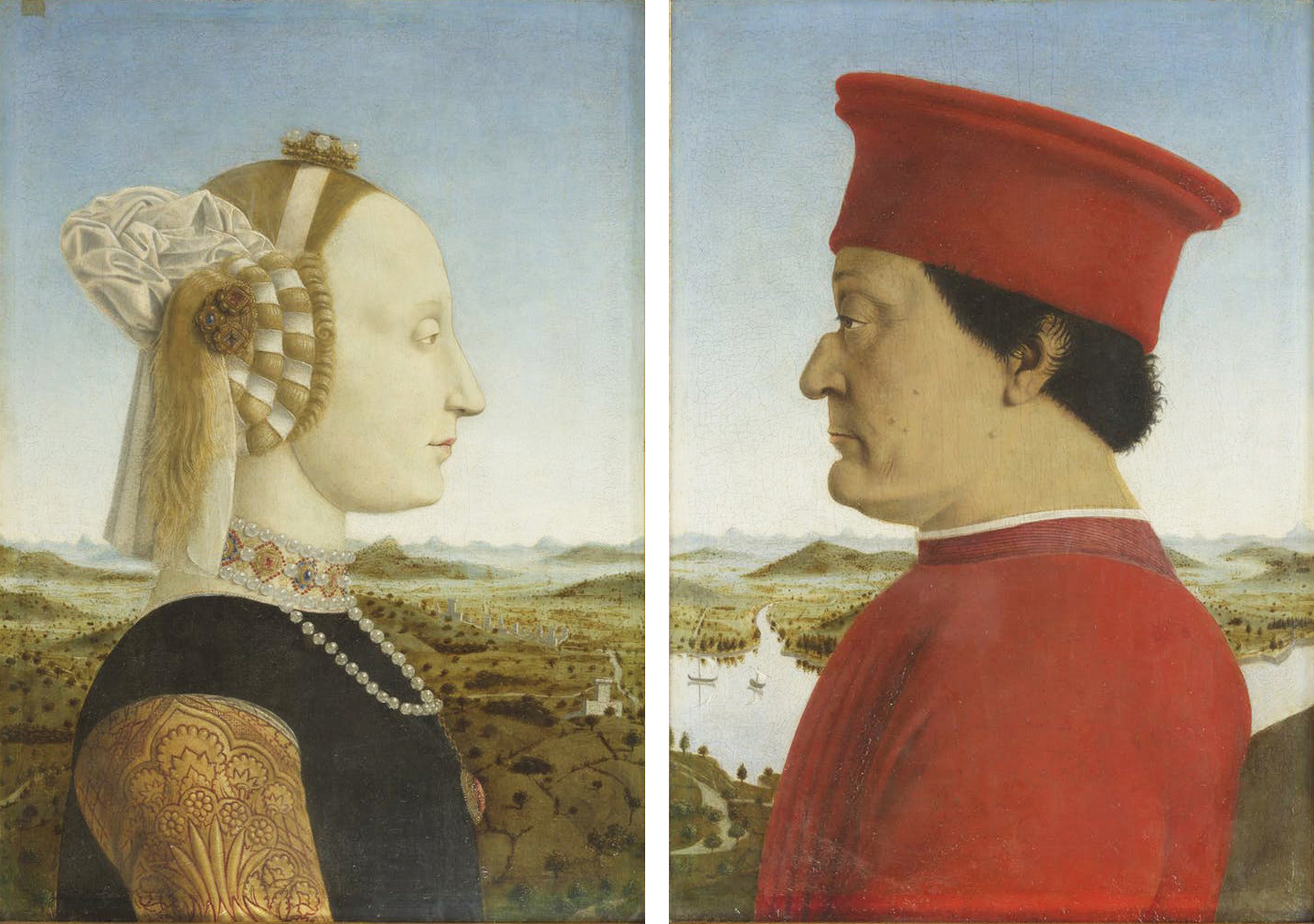
Double portrait des seigneurs d’Urbino.
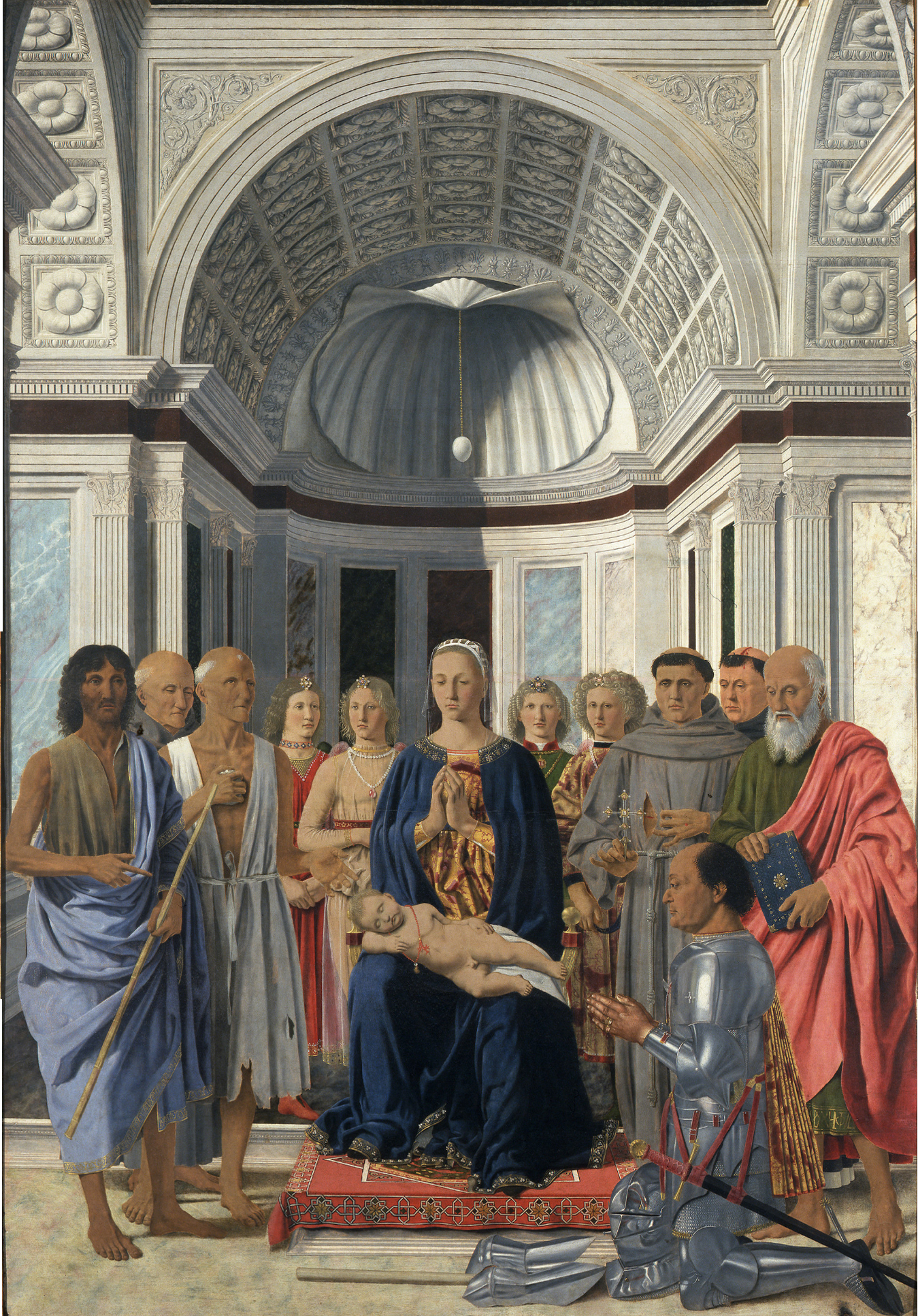
La Conversation sacrée.
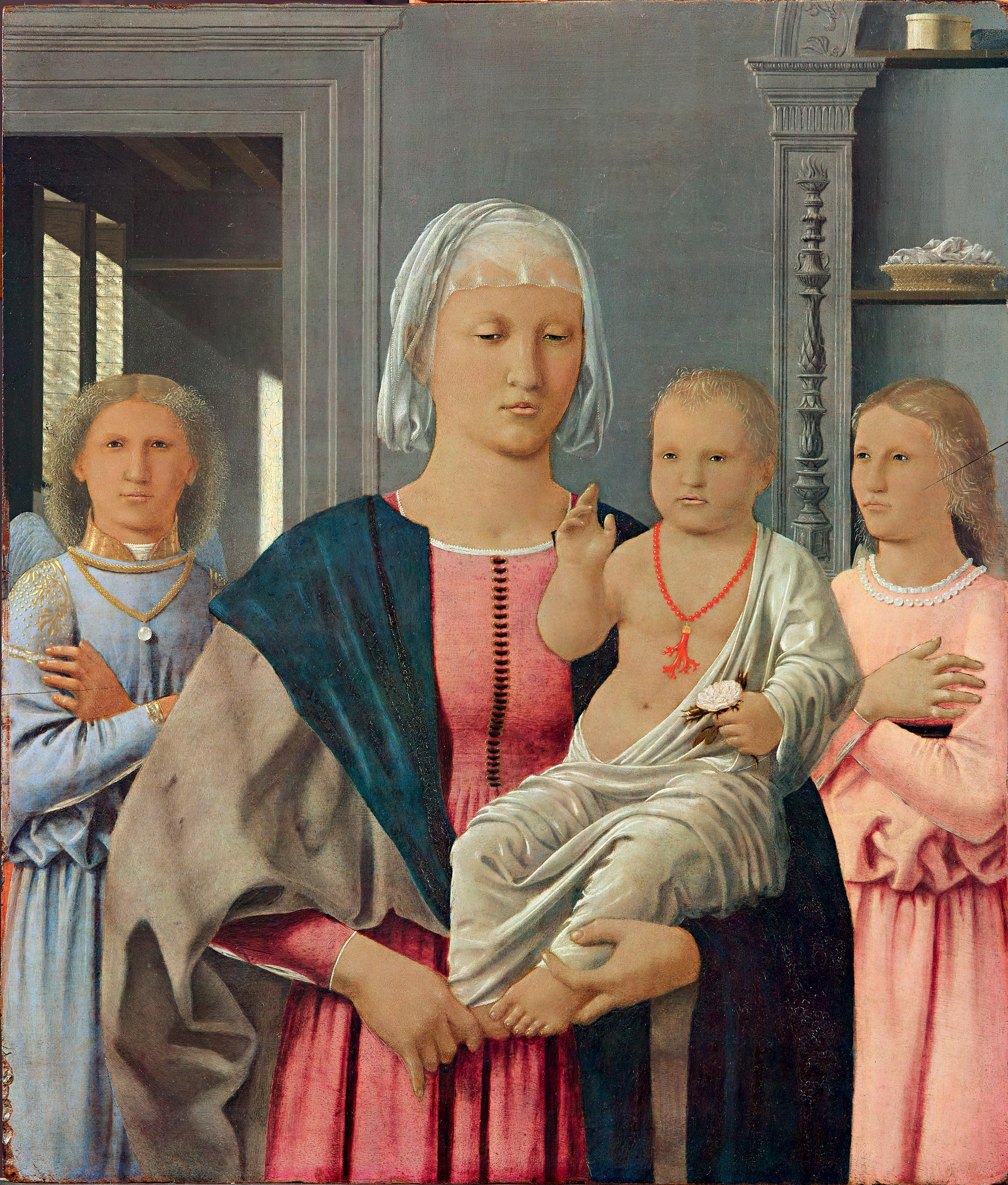
Madonna di Senigallia.

#### Studiolo
Crée après que Frédéric soit devenu duc en 1474, le Studiolo est situé entre la principale salle d'audience et les appartements privés du duc. Ce dernier s'y adonne à son désir de connaissance et y montre aux dignitaires de passage la « magnificence » et les orientations morales de son règne.
La partie inférieure des murs est revêtue de marqueterie en trompe-l'œil et la partie supérieure était ornée à l'origine de 28 portraits d'hommes savants illustres peints par Juste de Gand. Les emblèmes, portraits et objets représentés soulignent les aspirations intellectuelles et chrétiennes qui sous-tendent les prouesses militaires et dynastiques proclamées dans la décoration. Frédéric y est représenté incarnant les Vertus cardinales, en messager de la paix.

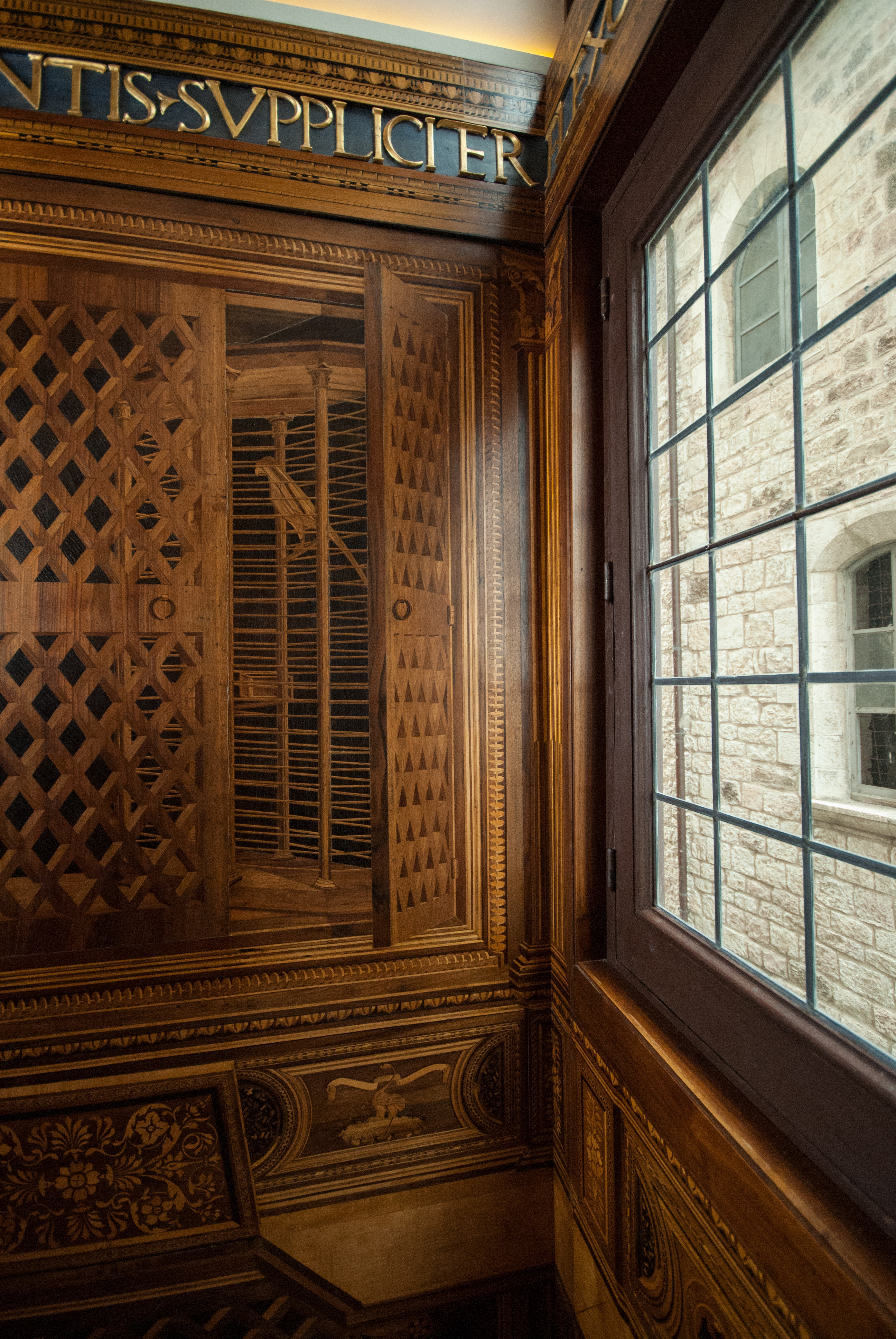
Détail de la Marqueterie en trompe-l'œil du Studiolo.
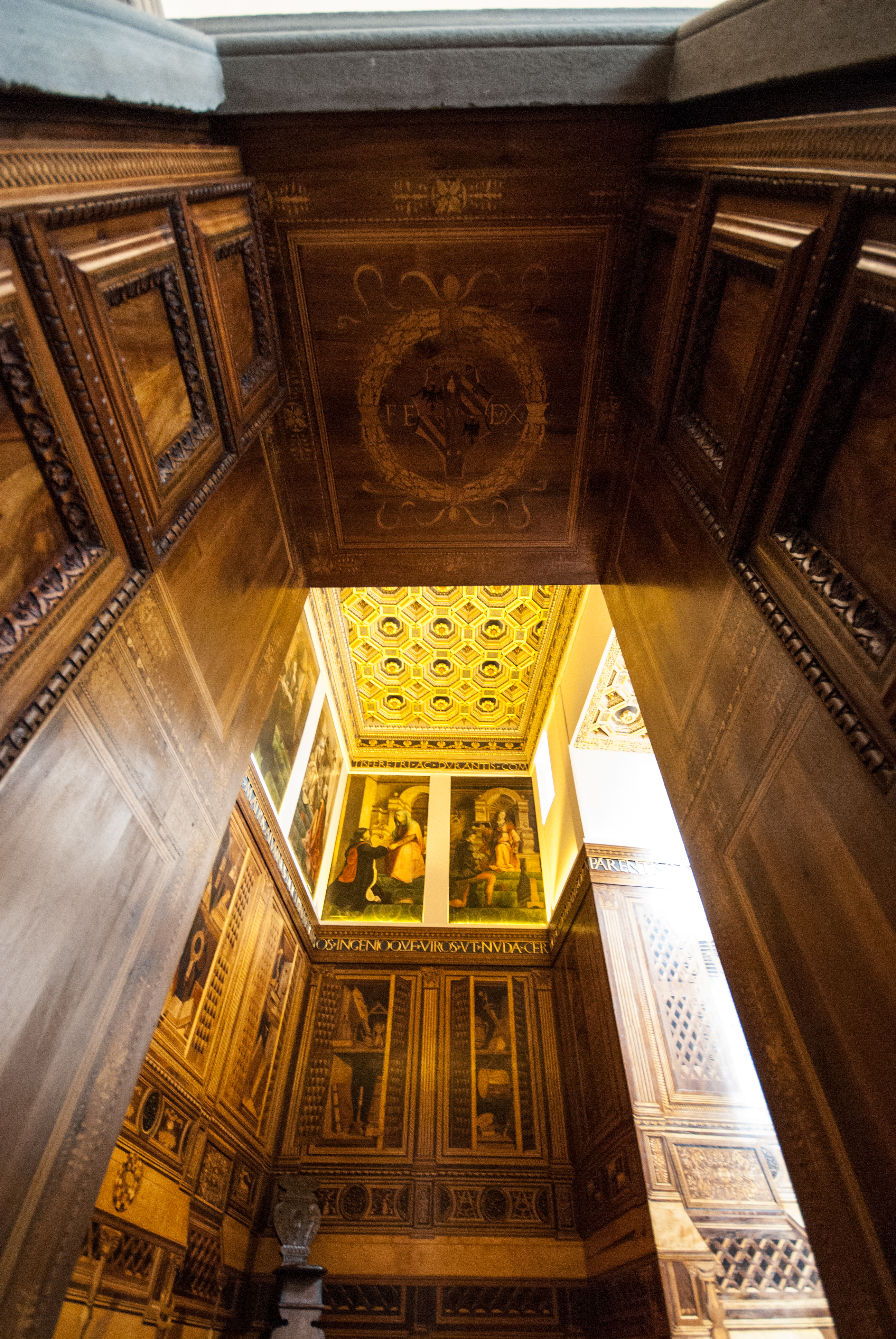
Vue du haut du Studiolo.
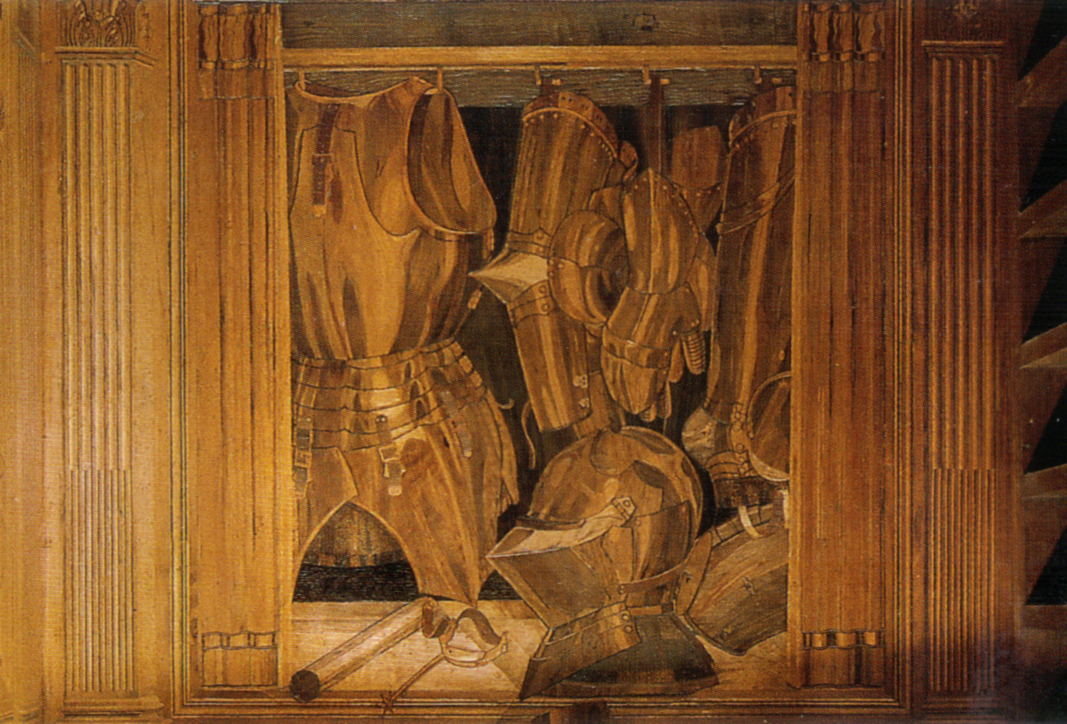
Baccio Pontelli, marqueterie, Armi del Duca.
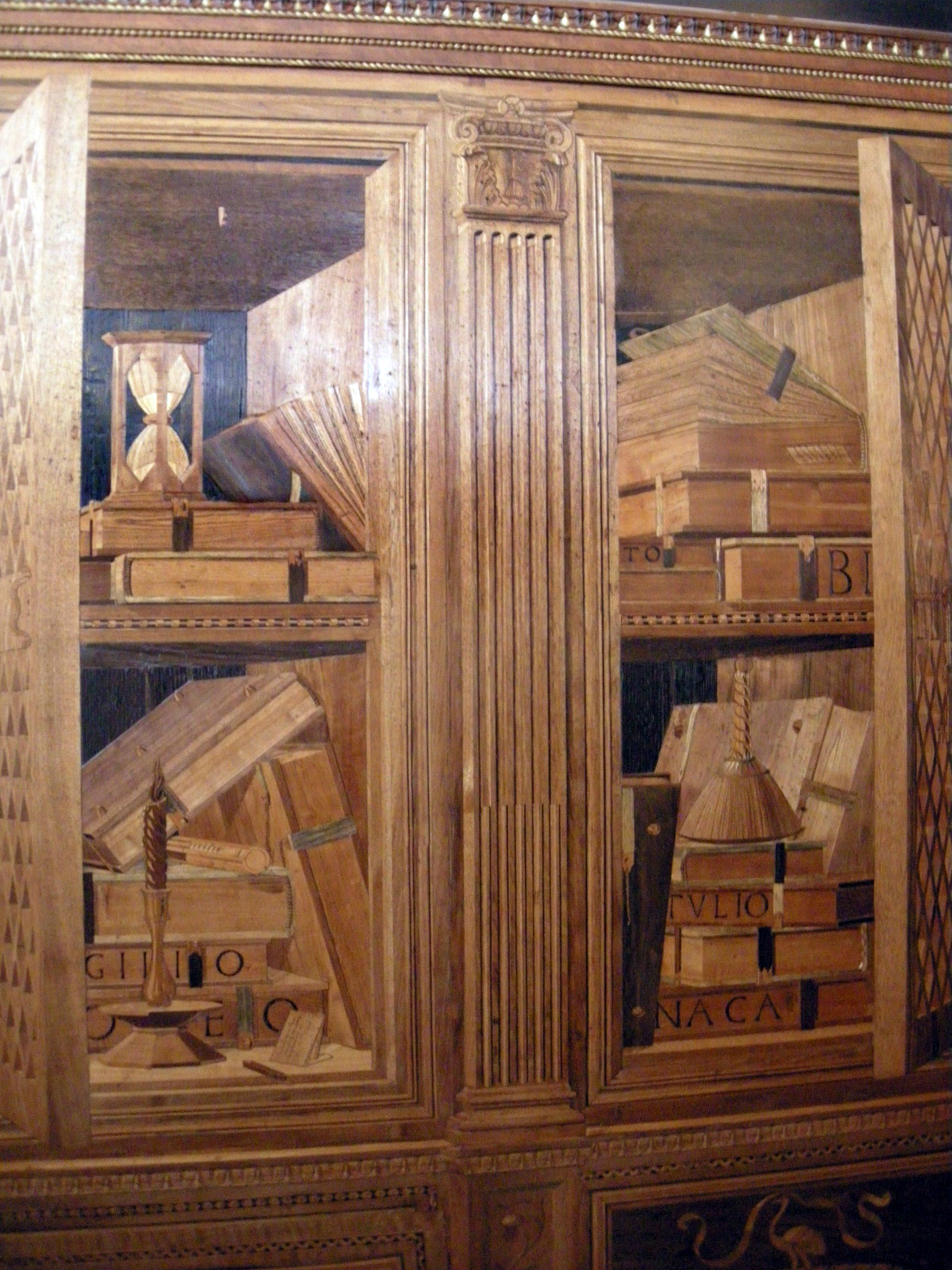
Trompe-l’oeil de l'intérieur des vitrines placés sur l’extérieur des portes.

### Bibliothèque

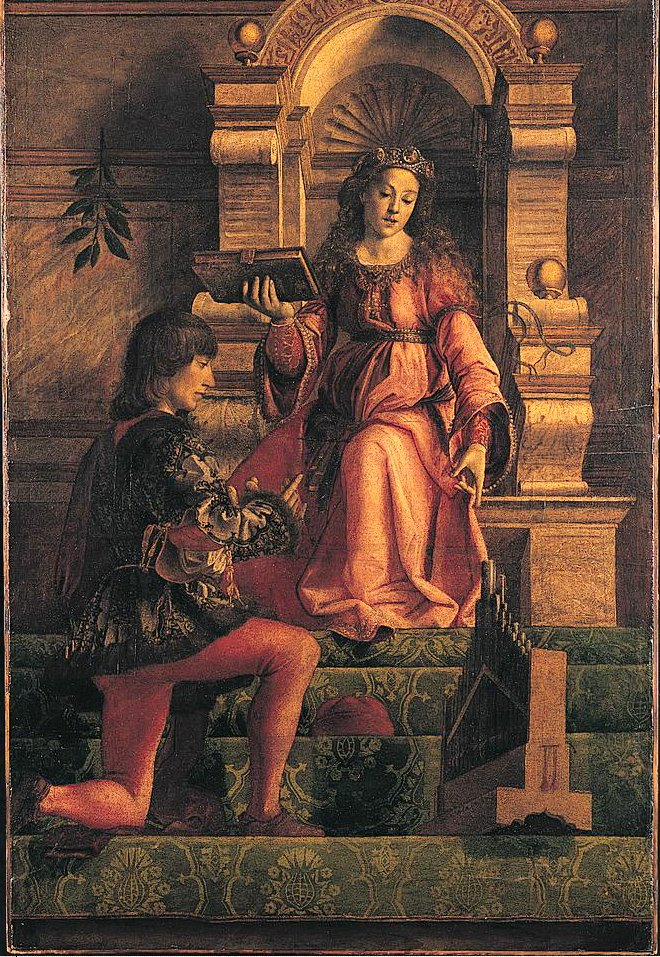
Maestro delle Arti Liberali, La Musique (National Gallery de Londres).

Frédéric III affiche ses qualités humanistes et sa « magnificence » princière en réunissant une bibliothèque impressionnante qui contient un grand nombre des manuscrits les plus rares et le plus beaux en grec, latin et hébreu, tous enluminés d'or et d'argent. La cour abrite des scribes e des enlumineurs. La bibliothèque contient notamment une bible illustrée somptueusement, reliée en brocart d'or, et quelques beaux manuscrits dont un traité de Francesco di Giorgio et de Piero della Francesca, De prospectiva pingendi. Son catalogue reflète la prédilection de Frédéric pour les traités militaires et l'histoire militaire ancienne , ainsi que son intérêt pour les questions scientifiques et philosophiques.
La bibliothèque est située dans une pièce modeste mais lumineuse au rez-de-chaussée du palais. Son bibliothécaire a pour tâche de monter les livres aux hommes de science ou d'autorité, de leur faire admirer la beauté, les caractéristiques, l'écriture et les miniatures de chaque ouvrage. Les ignorants et les curieux n'ont le droit que de jeter un coup d'œil sur ces ouvrages, sauf s'ils sont gens « de pouvoir et d'influence ».
Frédéric III attache une importance toute particulière à la beauté de la décoration de ses ouvrages, à l'opposé de l'attitude de Lionel d'Este et de Gonzague dont les bibliothèques ont été réunies sur les conseils de grands humanistes. Le Florentin Ange Politien prétend que bon nombre de transcriptions de la bibliothèque d'Urbino sont assez mauvaises.
Désormais dispersée, la bibliothèque était la plus grande d’Italie après celle du Vatican. elle comportait une série de peintures concernant les Arts libéraux figurés par des figures féminines trônant.

## XVIesiècle
Sous le pape Léon X et le duc Della Rovere, Urbino amorce ce qu’il convient de qualifier de lent déclin. En effet, à partir de 1523, la cour d’Urbino est transférée dans la ville de Pesaro. L’on peut toutefois relativiser cette période de décadence en notant qu’Urbino déchue voit naître alors le peintre Federico Barocci, considéré comme le précurseur de l’art baroque.
La Ville connaît un nouvel essor sous le pape Clément XI sans retrouver l’alchimie qui fit d’Urbino un des berceaux de la Renaissance. Urbino ne donne pas naissance à une « école » artistique déterminante. Si son prestige demeure immense après l'apogée de Frédéric II, son attraction est trop liée à la personnalité d'un individu et la cité elle-même ne permet pas une implantation durable. Il lui manque sans doute un véritable esprit civique, une « idéologie de la cité » faisant appel aux citoyens comme fondateurs et défenseurs d'une existence collective.

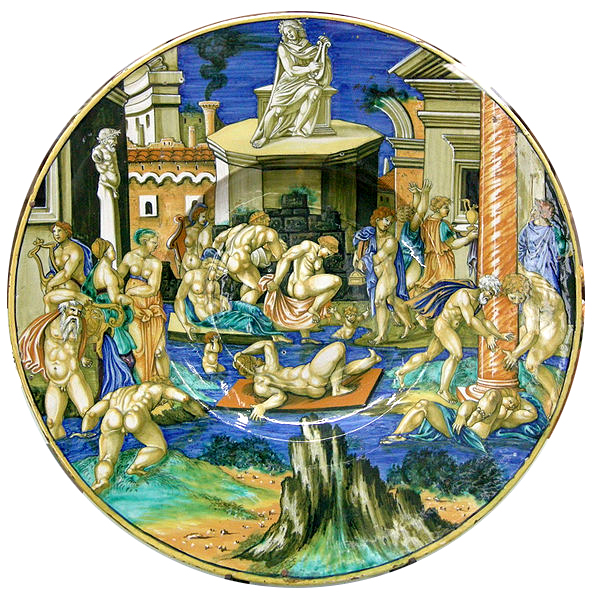
Francesco Xanto Avelli, plat en majolique, Inondation du Tibre, 1531.